# Чалхангала (крепость)
Чалхангала (крепость) — крепость бронзового века, расположенная в 22 км к северо-западу от города Нахичевань
Крепость находится недалеко от деревни Паиз, на правом берегу реки Чяхричай, на высоком холме. Вход в крепость имеется только с южной стороны. Стены этого циклопического сооружения имеют длину 450 м, высоту 2,5 — 3 м, ширину 2,7 — 3 м.
Согласно сведениям азербайджанского историка В. Алиева, Чалхангала являлась главной оборонительной крепостью крупного племенного союза, образовавшегося во II тысячелетии до н.э.

## Исследование
Первые исследования были проведены в 1969 году со стороны азербайджанских историков О. Габибуллаева и В. Алиева.
В 1978 году участниками Нахичеванской археологической экспедиции на территории крепости были проведены археологические раскопки. В ходе исследований был выявлен культурный слой толщиной два метра. Было установлено, что культурный слой состоял из глинистых пластов с примесью золы. Здесь были найдены остатки керамических изделий, останки мелкого рогатого скота, обломки известняка.
Найденная глиняная посуда состоит в основном из монохромной посуды с узорами чёрного и красного цветов. Встречаются также простые глиняные горшки серого и красного цвета с волнистыми и прямыми линиями, украшенные царапающими орнаментами. Среди находок также встречаются поделочные камни, скребки и другие орудия труда.

## Курганы
В 40 км к северо — западу от города Нахичевань, в направлении населенного пункта Чалхангала, находятся курганы Чалхангала, относящиеся к эпохе поздней бронзы (II тысячелетие до н. э.). Курганы имеют коническую форму: диаметр — 8-10 м, высота — 1,2 м. Под курганами расположены земляные могилы четырёхугольной формы. В курганах были найдены глиняные изделия, расписная посуда, бронзовые кинжалы, наконечники копий, украшения — булавки, пуговицы, глазурованные бусы и др.
Расписная посуда, обнаруженная в курганах, полностью схожа с посудой, найденной в Кюльтепе II, Гызылванг, Зурнабад, Нахаджир I. Поверхность окрашенных глиняных горшков различной формы покрыта темно-красным цветом, украшена геометрическими узорами чёрного цвета.